# めい・king
『めい・king』（めい きんぐ）は、1998年7月3日ににくきゅうから発売されたアダルトゲームである。
本作は、中世風王国を舞台とした都市経営シミュレーションゲームと恋愛シミュレーションゲームを組み合わせた内容となっている。5年という期間の中で都市建設による都市の発展と同時に登場キャラクターとの交流を深めていくことが目的であり、都市の育成結果などにより女性キャラクターとの親愛度が変化して多数のエンディングを迎えられることが特徴である。
また、ヒロインたちは土地の発展が一定に達するなどの条件を満たすことによって登場する。
エンディングにはキャラクターの名前の他に、「ハーレム」「悪人」「負け犬」という順位があり、1番順位の高いハーレムは王女様以外の女の子全員の愛情値が高い時に発生、悪人は悪行を重ねた場合、1番順位の低い負け犬はどの順位にも当てはまらない場合に発生する。
家庭用ゲーム機にはKIDより『フランベルジュの精霊』と改名されたPlayStation版が2000年4月27日に発売（2001年2月22日にはSuperLite1500シリーズとしてサクセスから廉価版が発売）されているが、アダルトシーンを修正しただけではなくWindows版のシミュレーションゲーム部分がなくなり、ビジュアルノベル式の恋愛アドベンチャーゲームへとゲームシステムが変更されている。
アダルトアニメ化もされており、1999年から2001年にバニラから発売されている。また、2009年にはFinish!からそれを元にしたアダルトゲーム『ぼくの王国』が発売されている。

## ストーリー
羊飼いケインはある日はぐれた子羊を追って迷い込んだ洞窟で、うっかり足元にあった壷をけり壊してしまう。その壷には100年前に悪い領主に封印されたという、このフランベルジュの土地を守っていた地の精霊が入っており、封印を解いた礼として空位になっているこの土地の領主にすることを約束する。その精霊の言う通りに行動した彼は、フランベルジュの王女・シャルロットが山賊にかどわかされていたところを救出する。そして、王女との結婚を周囲に認めさせる試練として、5年の期限内に与えられた領地を一番発展させた者を彼女の花婿とする争奪戦に加わる事になる。プレイヤーは個性豊かな女の子たちを仲間にして、街のさまざまな問題を解決するために戦ったり、開発や治安維持に取り組むことになる。彼女たちと共に活躍した度合いによって親密さの影響から、街の発展度も変わる。プレイヤーはシャルロットにふさわしい花婿となるように勉強しながら一人前の領主を目指す。

## 登場キャラクター
※声はPC版 / PS版の順に表記
ゲームスタート時に出される質問への回答で最初の仲間が決まる。
ケイン・アスベル※PC版は改名可能
ごく普通の羊飼い。幼い頃両親を亡くしている。たまたま迷った子羊を探している内に入り込んだ洞窟で足元にあった壷をけり壊したことで、フランベルジュの地の精霊の封印を解き、精霊の助言に従いシャルロットを助けたことで花婿候補に加えられ、彼女との結婚権を巡る争奪戦に巻き込まれることになった。奴隷制度に嫌悪感を覚える純朴な少年。
シャルロット・キャンディ・フランベルジュ
声：比未子 / こおろぎさとみ
フランベルジュ王国の王女。攫われ監禁されていた所を主人公に助けられ、お礼として彼を花婿候補に加えた。父である国王に寵愛されて育ったせいなのか非常にワガママな性格。最初は玩具感覚だったが主人公のことを気に入っているようで、陰ながらサポートしたり（バレバレな変装をして山賊と戦ったりもする）、館に押し掛けてくることもある。
ティア
声：紗梨子 / 川崎恵理子
奴隷市場でケインが助けた少女で、メイドとして主人公の館に雇われの身となるが、メイドとしての教育は受けてないので掃除くらいしか役にはたっていない。北の辺境の地の出身のためか、かなり色白で主人公が遭難しそうな寒さでも全然平気。ちなみに奴隷市場は主人公の意向で閉鎖されることになる。
シフォーネ
声：山野メリ / 百々麻子
教会から領主の“指導”をするという名目で派遣されてきたエリート魔道士。エルフ族の出身でプライドが高く、無口で人嫌い。実際にはハーフエルフでその出自ゆえに村で疎まれ迫害を受ける。その後、珍しい生き物と言う理由だけで人間たちに捕らわれ輪姦される。教会に身を寄せたが、教会からも半ば追い出されて来たというのが真相だった。また過去のトラウマから、興奮しすぎたりすると電撃を発して相手を感電させてしまう。
椿（つばき）
声：森山葵 / 今井由香
主人公の武勇の噂を聞き付け果し合いを申し込んでくる女武者。その実力の高さから守備隊の指導も行うが、自信過剰な所があり、そこが最大の弱点となっている。また、毛虫が大の苦手。
ローズ
声：春野萌 / 三浦智子
自称永遠の28歳。主人公の領地に隣接する土地を治める未亡人の女貴族。かなりの事情通であり、その美貌と肉体を持って暗躍することができるほどの実力者。それゆえ現国王も彼女には頭が上がらない。将来有望と見なした者の前には必ず現れる。
リリル
声：クリスチーネ / 小林沙苗
エルフ族から主人公へのお願いを聞き入れて貰う代わりに差し出されたエルフの少女で、森のエルフたちにしては珍しく希有な商才を持つ。金に汚く、伝説の商業都市ナニワに行くことを夢見ており、話し言葉も関西弁である。リルリルという姉がいる。
アン
声：秋月桃子 / 西原久美子
ドワーフ族から主人公にお願いを聞いてもらう代わりに差し出されるドワーフ族の少女。攻略対象の中では一番幼い印象を受けるが、妖精族だけあって既に50年は生きている（それでも精神年齢は外見同様かなり若い）。
サンドラ
声：みちっち / かかずゆみ
付近一帯を荒らす山賊「獲女羅流怒（エメラルド）」の首領。女だてらに山賊の首領をやっているだけあって、胆力があり、統率力もある。豪快で荒っぽく、男勝りな性格。筋肉質で細身ながら、意外に巨乳。
だが実際には主人公とは別の花婿候補によって発展妨害のために放たれた存在であり、最後は証拠隠滅と点数稼ぎのためにその花婿候補の討伐の対象にされると、敵対する花婿候補が仕掛けた罠にかかって囚われてしまう。
一緒に捕らわれた部下が見ている前で性的な拷問を受ける。屈辱的な拷問にも耐え最後まで反抗的な態度だった事から、気絶するまで砦の兵士たち全員と相手をさせられる日々を過ごす。
最終局面に至るまでの選択次第では彼女を攻略することも可能。実は前の領主の娘だが、領民が蜂起して父は殺され自らも奴隷として売られた過去を持つ。
エリス
声：うらら / 田口宏子
フランベルジュの地の精霊。100年程前の悪い領主に捕まり壷に封印されていたが、主人公のお陰で封印が解けたことから、お礼も兼ねて陰ながら彼の領地の発展をサポートしている。100年放置されていた地の管理に忙しいらしく、雨乞いの儀式の時には精霊力を使い過ぎによって疲労状態に陥る。基本的には主人公の前にしか姿を表さない。精霊なので実体は持たないが、攻略対象にもしっかり含まれている。

## スタッフ
- 原画：大野哲也
- シナリオ：林保成、青匣新力

## アダルトアニメ

### 概要
バニラより発売されており、エピソード1から4までと、それらを一つにしたコンプリートエディションが発売されている。ザ・コンプリートベストはコンプリートエディションの廉価版で内容は一緒である。また、完全版としてUMD-VIDEO版も発売されている（内容的にはコンプリートエディションと変化は無い）。
発売順はUMD-VIDEO版→コンプリートエディション→ザ・コンプリートベストの順である。
おおよそのストーリーや登場人物は原作と同様だが、主人公のケインは最終的にシャルロット王女と結ばれ、子宝に恵まれる。
また、サンドラは救出され、最終局面ではケイン達を援護している。

### スタッフ
- 全エピソード共通
  - 原作：にくきゅう
  - キャラクター原案：大野哲也
  - 脚本：真壁六郎太
  - 音楽：Yoshi
  - アニメプロデューサー：小俣真一
  - アニメーション制作：フェニックス・テインメント
- エピソード1[12]
  - 監督・キャラデザイン・絵コンテ・作画監督：村上てるあき
  - 美術監督：岩瀬栄治
- エピソード2[13]
  - 監督・演出・作画監督：三村惣月
  - 絵コンテ：三島由起世
  - 美術監督：泡末栄治
- エピソード3[14]
  - 監督・演出・作画監督・絵コンテ：三村惣月
  - 美術監督：泡末栄治
- エピソード4[15]
  - 監督・作画監督・絵コンテ：むらかみてるあき
  - 美術監督：泡末栄治

## 書籍
- めいKing　大場惑著、ベストセラーズ発行　ゲーム原作のノベライズ
- めいKing公式ビジュアルブック　ベストセラーズ発行